# Крынковский сельсовет
Крынковский сельсовет — административная единица на территории Лиозненского района Витебской области Республики Беларусь.

## История
В 2008 году деревни Крынки и Новое Село преобразованы в агрогородки.

## Состав
Крынковский сельсовет включает 38 населённых пунктов:
- Асетки — деревня.
- Большая Выдрея — деревня.
- Большие Калиновичи — деревня.
- Большие Мисники — деревня.
- Бор — деревня.
- Братково — деревня.
- Бураки — деревня.
- Выдрея — посёлок при ж/д. ст. Выдрея.
- Высочаны — деревня.
- Добрино — деревня.
- Заболотье — деревня.
- Загоряне — деревня.
- Иваньково — деревня.
- Крынки — агрогородок[2].
- Куртенки — деревня.
- Кучинщина — деревня.
- Малая Выдрея — деревня.
- Малые Калиновичи — деревня.
- Малые Мисники — деревня.
- Марьяново — деревня.
- Мерзляково — деревня.
- Мятли — деревня.
- Новое Село — агрогородок[2].
- Ордеж — деревня.
- Осипово — деревня.
- Погостище — деревня.
- Речки — деревня.
- Рудаки — деревня.
- Симашково — деревня.
- Соловьево — деревня.
- Сосновая Наспа — деревня.
- Хотемля — деревня.
- Черкасы — деревня.
- Черныши — деревня.
- Чиковщина — деревня.
- Шведы — деревня.
- Шнитки — деревня.
- Шугаёво — деревня.

Упразднённые населенные пунктыа:
- Старина — деревня.